# Hindsgavl Voldsted
Hindsgavl Voldsted er navnet på fredede ruinrester af en middelalderborg på Fyn tæt ved Middelfart, som er opført i 1200-tallet og beliggende helt ned til Lillebælt, nedenfor Hindsgavl Slot, overfor Kolding Fjord. Det er en cirka 15 meter høj borgbanke, med en diameter på ca. 75. meter. Udgravninger tyder på at borgen har været ødelagt og genopført flere gange, den blev endeligt forladt i 1660. I dag er voldstedet ejet af Hindsgavl A/S.

## Om borgen
Borgen blev formentlig opført af kong Erik Klipping omkring 1260. Først i 1295 bliver borgen nævnt i skriftlige kilder, dette skete i forbindelse med, at Norges kong Erik Præstehader og danske Erik Menved afsluttede en fred her.
Efter at Christian 2. havde fået den jyske adels opsigelsesbrev i sin handske i Vejle tog han til Høneborg i 1523. Her var han gæst hos Erik Krummedige.
Ifølge legenden (og Johannes V. Jensens roman Kongens Fald) lod kongen sig færge frem og tilbage mellem dette slot og Hindsgavl på den anden side af Lillebælt, før han besluttede sig til at tage til København. Det blev til 20 gange, frem og tilbage[kilde mangler].
Under fredstid kunne skibsfarten i Lillebælt overvåges fra slottet, i Jylland lå det nærliggende Høneborg, der kunne overvåge kysten fra den side. I løbet af Karl Gustav-krigene i 1657 til 1660 blev borgen beskadiget og plyndret af svenskerne, efter dette blev den helt forladt. I 1692 blev ruinerne også beskadiget, da tårnet og fruestuen under en storm skred ned i Lillebælt.

### Offentlig park
Der er offentlig adgang til voldstedet, man kan blandt andet gå til stedet igennem Hindsgavl Slotspark. Fra Voldstedet har man udsigt over Lillebælt, blandt andet kan ses Fænø, ovre i Jylland kan man blandt andet se Kolding Fjord.
Trap Danmark om Hindsgavl voldsted:
"Den gamle Borg har ligget paa en høj, isoleret Banke („Slotsbanken"), der mod V. begrænses af Lille Bælt, medens den paa de andre Sider er omgiven af lave Engdrag; paa Banken findes endnu Murrester (se Resens Tegn.). Efter at Borgen til Dels var bleven ødelagt i Svenskekrigen og yderligere var nedstyrtet 1694, blev som sagt den nye Bygning opført S.Ø. for den gamles Plads til Dels af Materiale fra de nedfaldne Mure; 

## Galleri
- Udsigt fra Hindsgavl Voldsted, i baggrunden ses Jylland over Lillebælt, marts 2014
- Foden af Hindsgavl Voldsted, marts 2014
- Udsigt over Hindsgavl Voldsted, marts 2014
- Hindsgavl Voldsted på Fyn set fra Hakenør i Jylland hvor Høneborg ligger, maj 2015